# Una grande emozione
Una grande emozione è un album discografico della cantante italiana Caterina Caselli uscito nel 1975, inciso per l'etichetta discografica CGD-CBS Sugar e distribuito dalle Messaggerie Musicali (CGD 69121).
Il disco segnò quello che sarebbe stato per molti anni l'addio alle scene per la cantante, che da quel momento in poi si sarebbe occupata soprattutto della scoperta e della produzione di altri artisti. Il lancio dell'album fu accompagnato da uno show televisivo trasmesso dalla Rete 2, con testi di Iaia Fiastri, coreografie di Tony Ventura, abiti di Gabriella Gulp e regia di Giancarlo Nicotra.

## Tracce
1. Momenti sì, momenti no (Guido Maria Ferilli-Adelio Cogliati-Claudio Daiano) – 5:14
2. Desiderare (Massimo Guantini-Luigi Albertelli) – 3:40
3. Io delusa (Danilo Vaona-Claudio Daiano) – 5:01
4. Una grande emozione (Roberto Soffici-Luigi Albertelli) – 4:21
5. Noi lontani, noi vicini (Adelio Cogliati-Massimo Giuliani) – 3:54
6. Innamorata dappertutto (Iaia Fiastri-Cico-Luigi Lopez) – 3:01
7. Seguila (Daniele Pace-Mario Panzeri-Corrado Conti) – 2:50
8. La casa degli angeli (Daniele Pace-Neil Diamond) – 3:46
9. È domenica mattina (Totò Savio-Giancarlo Bigazzi) – 4:13
10. I've Been Loving You Too Long (Otis Redding-Bulter) – 2:56
11. Nessuno mi può giudicare (Daniele Pace-Mario Panzeri-Luciano Beretta-Michele Del Prete) – 2:39
12. La calzetta (Iaia Fiastri-Cico-Luigi Lopez) – 4:23